# Sesto San Giovanni
Sesto San Giovanni är en ort och kommun i storstadsregionen Milano, innan 31 december 2014 i provinsen Milano, i regionen Lombardiet i norra Italien. Kommunen hade 81 393 invånare (2018) och gränsar till kommunerna Bresso, Brugherio, Cinisello Balsamo, Cologno Monzese, Milano och Monza.
Gruppo Falck hade under större delen av 1900-talet omfattande stålindustri i Sesto San Giovanni.